# ひろがる教室
『ひろがる教室』（ひろがるきょうしつ）は、NHK教育テレビジョンで1980年4月10日から1985年3月15日まで放送されていた小学校中学年・高学年向けの学校放送（教科：教科外）である。日本各地の小学校がそれぞれ教科外の時間に取り組んでいる内容を紹介していた。

## 放送時間
いずれも日本標準時、別の時間帯での再放送あり。
| 期間                          | 放送時間                                           |
| ----------------------------- | -------------------------------------------------- |
| 1980年4月10日 - 1982年3月18日 | 木曜日 13:50 - 14:20                               |
| 1982年4月8日 - 1984年3月15日  | 木曜日 13:30 - 14:00                               |
| 1984年4月6日                  | 金曜日 10:45 - 11:15                               |
| 1984年4月13日 - 1985年3月15日 | 金曜日 14:00 - 14:20 移動とともに放送枠が5分縮小。 |

## 出演者
- 千葉茂[1]
- 今村明美[1]
- 吉本隆浩
- 柴田進
- 青木菜菜
- 渋谷知子
- ほか

## 番組の現存状況
2024年に宇佐美彰朗から自身が出演した「マラソン必勝法」（1982年11月11日放送）が提供された。